# Ichneumon pictifrons
Ichneumon pictifrons là một loài tò vò trong họ Ichneumonidae.